# Романюк Сергій Дмитрович
Сергій Дмитрович Романюк (21 липня 1953, Кривий Ріг — 3 березня 2019, Івано-Франківськ) — український актор театру та кіно. Член Національної спілки кінематографістів України. Народний артист України (1998).

## Життєпис
Народився 21 липня 1953 року в місті Кривий Ріг на Дніпропетровщині. Дитинство пройшло у Новограді-Волинському на Житомирщині — сюди переселилися батьки у 1961 році. 1973 року закінчив Студію Національного українського драматичного театру ім. Івана Франка. З 1972 року — актор Івано-Франківського академічного обласного музично-драматичного театру імені Івана Франка.
Зіграв у театрі та кіно понад 100 ролей.
Помер 3 березня 2019 року у Івано-Франківську на 66-му році життя.
В Івано-Франківську, на будинку по вул. Вагилевича 3, поряд з яким проживав останні роки актор, 28 грудня 2019 року було відкрито пам'ятну дошку Сергієві Романюку.

## Ролі в театрі
Івано-Франківський академічний обласний музично-драматичний театр імені Івана Франка
- 2018 — «Модільяні» за мотивами сценарію одноіменного[en] художнього фільму 2004 року Міка Девіса; реж. Ростислав Держипільський — П'єр-Огюст Ренуар[8][9]

## Фільмографія
Актор знявся у більш ніж 100 художніх та короткометражних стрічках:
- 1992 — 1997 — Тарас Шевченко. Заповіт — слідчий
- 1993 — Гетьманські клейноди — Валько Босаківський
- 1994 — Записки кирпатого Мефістофеля — Мефістофель
- 1995 — Партитура на могильному камені — лікар-психіатр
- 1995 — Страчені світанки — голова колгоспу
- 1995 — Обережно! Червона ртуть! — Федір Федосійович
- 1996 — Час збирати каміння  — Степан Івасюк
- 1997 — Приятель небіжчика — Іван
- 1997 — Роксолана — Терентій (в титрах не зазначений)
- 1998 — Тупик / Глухий кут — слідчий
- 1998 — Пристрасть — Павло
- 1999 — День народження Буржуя — Ніжний (в титрах не зазначений)
- 2000 — Нескорений — Соловйов
- 2000 — Чорна рада — Іван Шрам
- 2001 — На полі крові. Aceldama — Публій
- 2001 — Молитва за гетьмана Мазепу — Федір Лелека
- 2001 — День народження Буржуя — 2 — Ніжний (в титрах не зазначений)
- 2002 — Блакитний місяць
- 2002 — Критичний стан
- 2002 — Лялька (серіал) — Ігор Йосифович Давидов, полковник УФСБ
- 2002 — Над дахами великого міста — головний лікар
- 2002 — Прощання з Каїром — Георгій (Гога)
- 2002 — Таємниця Чингісхана
- 2003 — Дикий табун
- 2003 — Дух землі — Петро Казаченко
- 2003 — Завтра буде завтра — начальник охорони бізнемена Панченка
- 2003 — Мамай — старший брат
- 2003 — Овод — кардинал Монтанеллі
- 2004 — Другий фронт — полковник МГБ
- 2004 — Джокер — Володимир
- 2005 — Братство — слідчий третього відділу
- 2005 — Повернення Мухтара — 2 — майор Добряцов
- 2005 — Далеко від Сансет бульвару — директор кіностудії
- 2005 — Новий російський романс — Валерій Бубенцов
- 2006 — А життя триває — дід Микола
- 2006 — Ангел з Орлі — Джеремі Голдсміт
- 2006 — Богдан-Зиновій Хмельницький — шляхетний лицар
- 2006 — Бомж — Микола Фролов
- 2006 — Вовчиця — Решко, начальник Скрябіна
- 2006 — Все включено — слідчий Назаров
- 2006 — Дев'ять життів Нестора Махна — пан Данилевський
- 2006 — Дурдом — Єгор Барсуков
- 2006 — Золоті хлопці — 2" — дядько Миша
- 2006 — Про це краще не знати — приватний детектив
- 2006 — Опер Крюк — Ілля Григорович Щербаков, добровільний помічник Крюка — пенсіонер, полковник КДБ у відставці
- 2006 — Сьоме небо — дядько Володя
- 2006 — Старша дочка — Костянтин Іванович Тригубенко
- 2006 — Таємниця Маестро — граф Григорій Орлов
- 2006 — Таємниця «Святого Патрика» — Олексій Дмитрович Говорков, генерал
- 2006 — Ситуація 202 — заступник міністра
- 2007 — Ситуація 202. Страшна сила — заступник міністра
- 2007 — Антиснайпер — Сергій Петрович Кадишев, генерал-лейтенант міліції
- 2007 — Антиснайпер-2. Подвійна мотивація — Сергій Петрович Кадишев, генерал-лейтенант міліції
- 2007 — Повертається чоловік з відрядження — полковник Фомін
- 2007 — Усі повинні померти — Логінов
- 2007 — Нерозумна зірка — Герман, начальник служби безпеки (в титрах як Олександр Романюк)
- 2007 — Знак долі — Микола, дядько Марини
- 2007 — Смерть шпіонам — Іван Арнольдович
- 2007 — Чужі таємниці — тренер
- 2008 — Адреналін — Василь Федотович, генерал міліції, дядько Маркіна
- 2008 — Багряний колір снігопаду — Петро Гнатович Смолянінов
- 2008 — Владика Андрей — митрополит Андрей Шептицький
- 2008 — Міський пейзаж — Геннадій, сусід
- 2008 — Жінка, не схильна до авантюр — Альберт Іванович, шеф Ірини
- 2008 — За все тобі дякую-3 — Петро Пузирьов
- 2008 — Непоодинокі — тато Сашка Куніцина
- 2008 — Загін — губернатор
- 2008 — Тяжіння — Іван Богданович
- 2008 — Райські птахи — слідчий
- 2008 — Рука на щастя — Миколайович
- 2008 — Смерть шпіонам. Крим — Вацлав Арнольдович, полковник
- 2008 — Сорокоп'ятка — Смирнов
- 2008 — Тринадцять місяців — прокурор
- 2008 — Гарні хлопці — Антон Семенович Марков, полковник міліції
- 2009 — 1941 — Василь Семенович, голова, батько Альони
- 2009 — Два боки однієї Анни — Аркадій Знаменський, товариш та діловий партнер Володимира Данилова
- 2009 — Завтра починається вчора — Олександр Олександрович Харламов, полковник
- 2009 — Крапля світла — декан
- 2009 — Викрадення Богині — батько Сергія Трошина
- 2009 — Правила угону — Гусаров-старший
- 2009 — За загадкових обставин — Сергій Федорович, генерал-лейтенант
- 2009 — Територія краси — Андрій Андрійович Фокін, професор медицини, батько Юлії та Варвари
- 2009 — Третього не дано — генерал-майор
- 2010 — 1942 — Василь Семенович
- 2010 — Антиснайпер. Постріл з минулого — Сергій Петрович Кадишев, генерал-лейтенант міліції
- 2010 — Брат за брата — Михалич, дільничний на пенсії
- 2010 — ДамСовет. Офісні хроніки
- 2010 — Прощавай „Макаров“! (серія 24 «Гірськолижний курорт») — працівник прокату
- 2010 — Солнцекруг — Сергій Петрович Кутайцев, батько Анни
- 2011 — Антиснайпер. П'ята жертва (фільм не вийшов)
- 2011 — Антиснайпер. Подвійний прорахунок (фільм не вийшов)
- 2011 — Справа була на Кубані — Олександр Богданович Вирва, криминальний авторитет
- 2011 — Доставити за будь-яку ціну — майор-лікар
- 2011 — „Кедр“ пронизує небо — епізод
- 2011 — Острів непотрібних людей — Тихонович, дідо аутиста Олексія
- 2011 — Останній кордон. Продовження — біглий зек
- 2011 — Ялта-45 — коміссар ДБ 2-го рангу
- 2011 — Лють — Іван, лісник
- 2012 — Єфросинія — Хангай/Гліб Шуваєв, шаман
- 2012 — Жіночий лікар — Федір Рубльов, скульптор
- 2012 — Лист очікування — Борис Сергійович Ходирєв, заступник міністра
- 2012 — Менти. Таємниці великого міста — Микола Миколайович Дерев'янко («Динозавр»), полковник
- 2012 — Мільйонер — Бруневський, батько Віки
- 2012 — Порох і дріб — Микола Борисович Жилін, кримінальний авторитет
- 2012 — П'ять років та один день — Олег Олександрович Макаров, нейрохірург
- 2013 — Синевир — дядько Єгор
- 2013 — Іван Сила — Іван Сила в старості
- 2013 — Пастка — Федір Степанович
- 2013 — Ломбард — міліціонер
- 2013 — Тариф «Щаслива родина» — Павло Олексійович Назаров, дідусь Ніни
- 2014 — Сашка — Вілен
- 2014 — Справа для двох — Семен Григорович Самойлов, підполковник
- 2014 — Київський торт — Микола Львович
- 2014 — Племяшка — Авдійович
- 2014 — Швидка допомога — Михайло Нікітін, батько Віри, водій швидкої допомоги
- 2014 — Левіафан — епізод
- 2015 — За законами воєнного часу — Петро Матвійович, старший майор держбезпеки
- 2015 — Загублене місто — вчений, директор АЕС
- 2016 — 25-та година
- 2017 — Правило бою — Бос
- 2017 — Гвардія-2 — епізод
- 2017 — Тримай біля серця — Дядько Сергія
- 2020 — Толока — Бригадир[11]

Музичне відео
- 2004 — Відеокліп на пісню «Биология» (музичний гурт «ВІА Гра»)[12]